# Günter Brus
Günter Brus, född 27 september 1938 i Ardning, Steiermark, död 10 februari 2024 i Graz, Steiermark, var en österrikisk konstnär.
Brus var en av grundarna till Wieneraktionisterna, tillsammans med Otto Muehl, Hermann Nitsch och Rudolf Schwarzkogler. Brus arbetar med måleri, grafik och som författare.